# Andrei Vițelaru
Andrei Vițelaru (n. 3 februarie 1985) este un jucător român de fotbal care evoluează la clubul CS Buftea.